# Balli Kombëtar
Balli Kombëtar (česky národní fronta) byla nacionalistická, antikomunistická a monarchistická organizace v Albánii během druhé světové války. Byla jednou z organizací odporu, které se postavily proti italské okupaci. Po osvobození od fašistické Itálie se už ale Národní fronta připojila k loutkové vládě pod vedením Ibrahima bey Biçakçiho vytvořené pod protektorátem nacistického Německa. Připojili se otevřeně i k vojenským akcím Němců proti komunistickému odboji. I po porážce Němců ballisté pokračovali v boji za uchování Velké Albánie v hranicích, které stát získal po obsazení Jugoslávie vojsky Osy.
V čele organizace byl Midhat Frashëri, jeho zakladatel. Měla také svoji mládežnickou organizaci, budovala rozsáhlou síť regionálních organizací a vydávala ilegální noviny.